# Markt Berolzheim

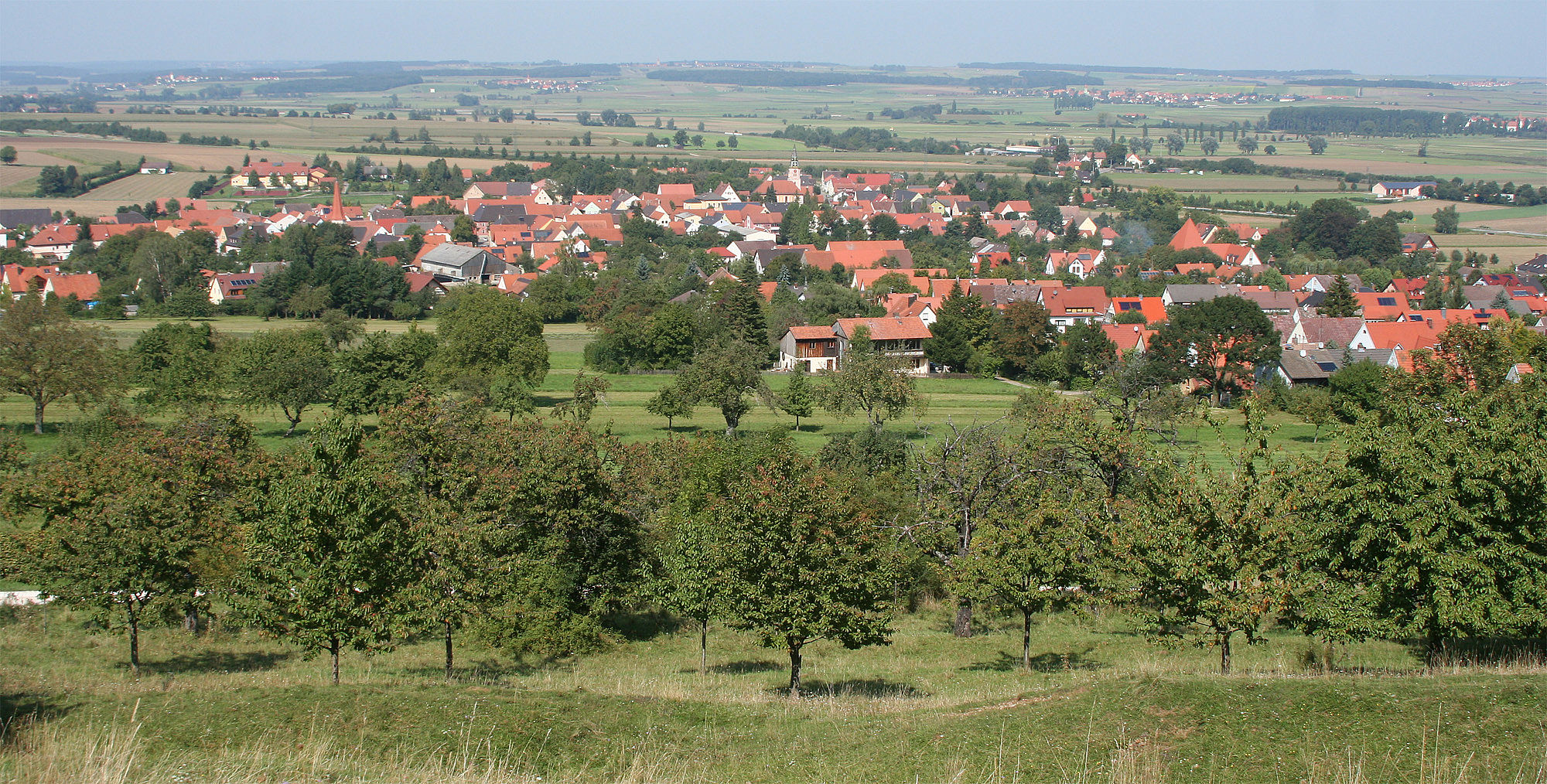
Markt Berolzheim

Markt Berolzheim – gmina targowa w Niemczech, w kraju związkowym Bawaria, w rejencji Środkowa Frankonia, w powiecie Weißenburg-Gunzenhausen, wchodzi w skład wspólnoty administracyjnej Altmühltal. Leży około 9 km na południowy zachód od Weißenburg in Bayern, nad rzeką Altmühl, przy linii kolejowej (Monachium/Augsburg - Würzburg.